# Torta caprese
La tarta caprese es un pastel de chocolate y almendras o nueces tradicional de Italia y popular en Nápoles, llamado así por la isla de Capri de donde proviene.

## Descripción
Se hacen muchas variaciones de este pastel, pero la receta básica es mezclar mantequilla ablandada a temperatura ambiente con azúcar, yemas de huevo, almendras finamente picadas, chocolate derretido al baño María y claras de huevo batidas. Después de hornear, el pastel tiene una cáscara delgada y dura que cubre un interior húmedo. Por lo general, está cubierto con una ligera capa de azúcar en polvo fino. A veces se hace con una pequeña cantidad de Strega u otro licor. 

## Historia
Hay varias historias apócrifas sobre el origen del pastel. Una leyenda cuenta que una princesa austríaca casada con el rey de Nápoles quería una tarta Sacher (pastel de chocolate austríaco), pero los chefs napolitanos no conocían esta receta, por lo que improvisaron usando un ingrediente típico napolitano: las almendras.
Otra historia cuenta que en la década de 1920, un panadero cocinaba un pastel de almendras para unos turistas, pero se olvidó agregar harina a la mezcla, pero a los turistas les gustó el pastel resultante y lo consideraron un manjar. Se le conoce como "uno dei pasticci più fortunati della storia" (uno de los errores más afortunados de la historia). Otro relato atribuye la invención, en la década de 1930, a dos mujeres austriacas que heredaron la Strandpension Weber en Marina Piccola de August Weber (1846-1928) de Munich. Otras cuentas están registradas en el libro Zeppole, struffoli e chiffon rosso de Cecilia Coppola.
Aunque se desconocen sus orígenes, se conocen varios aspectos de su creación. El pastel fue creado por primera vez por la industria hotelera de la isla de Capri, principalmente para los turistas. Al principio, probablemente se sirvió en salones de té. A medida que se hizo más popular, los restaurantes lo incorporaron a su menú. 